# Kierling

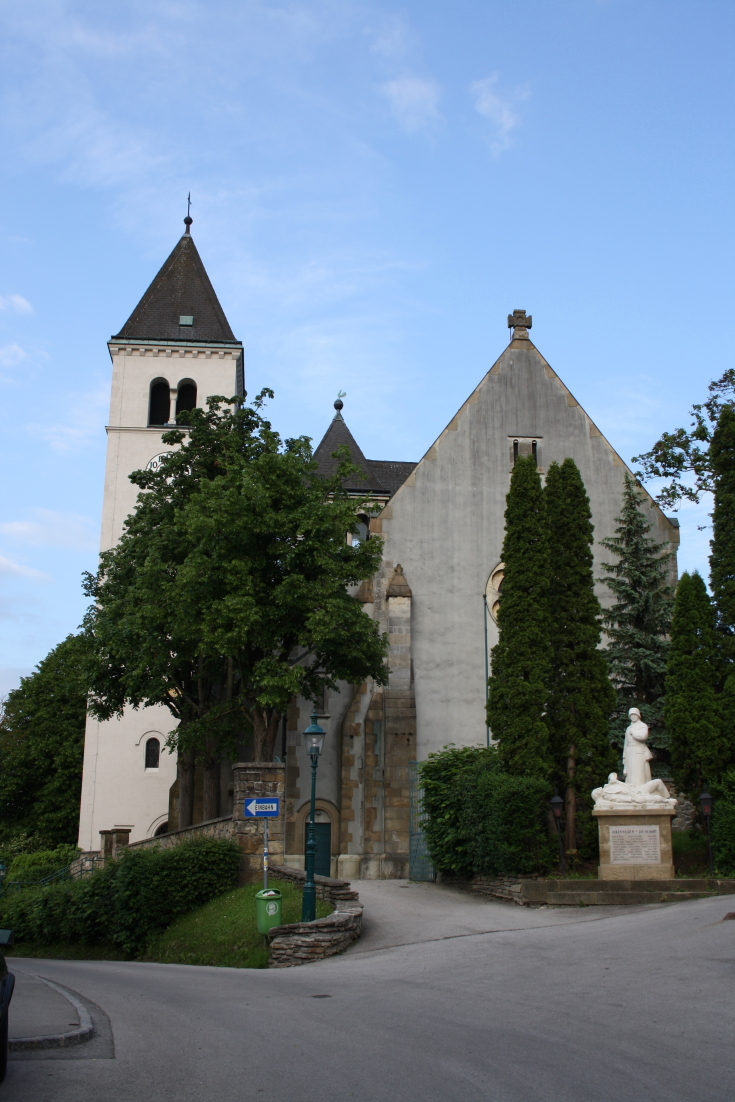
Kierlings kyrka.

Kierling är en ort och en katastralgemeinde, sedan 1954 tillhörande Klosterneuburg, i Niederösterreich i Österrike. Kierling är 11 kvadratkilometer stort och har 3 123 invånare (1 januari 2024).

## Franz Kafka

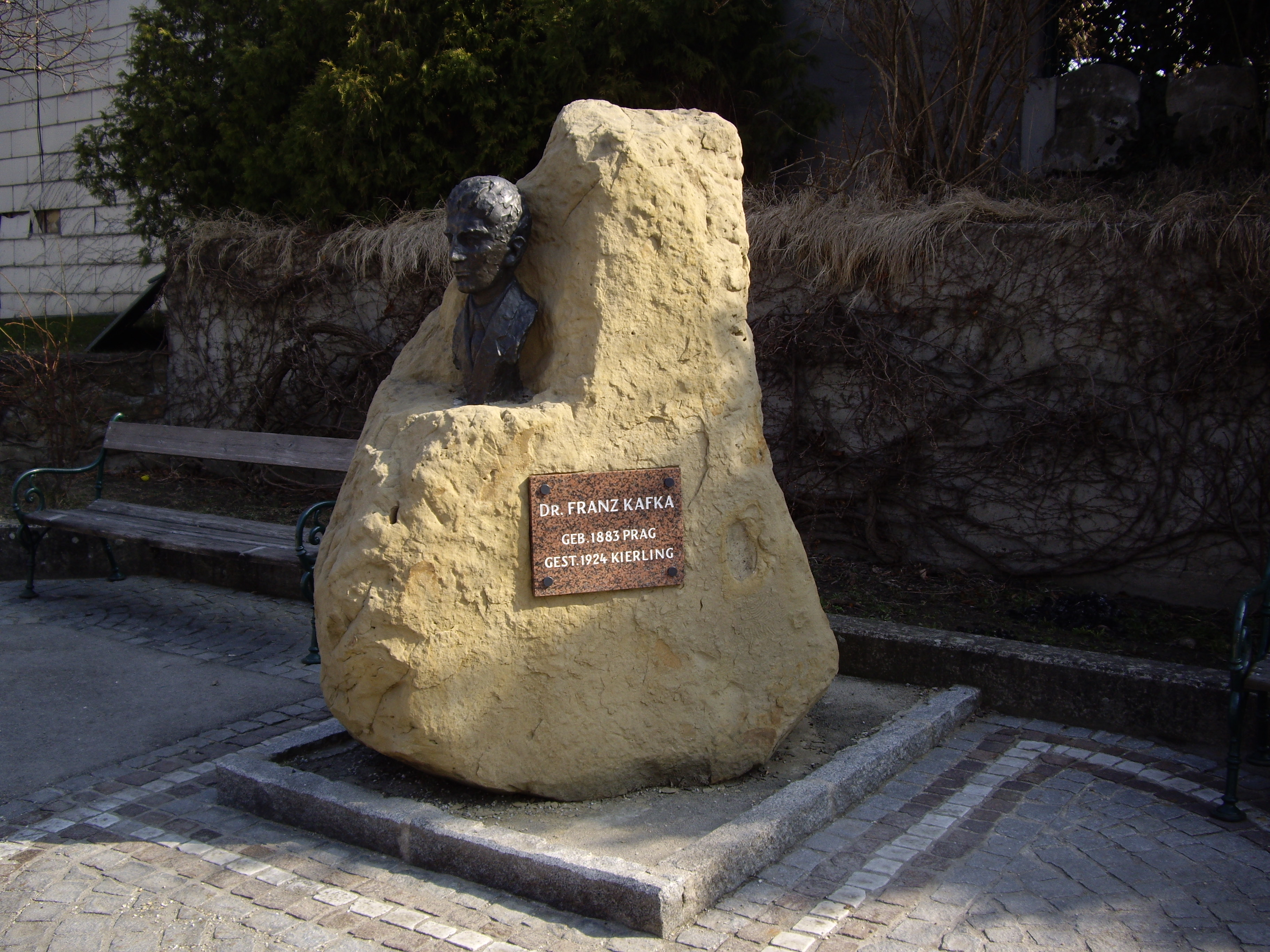
Minnesmärke tillägnat Franz Kafka.

Kierling är känt för att författaren Franz Kafka bodde här under sin sista tid i livet. Han anlände till ett sanatorium i Kierling den 10 april och dog där den 3 juni 1924.